# Agelas oroides
Agelas oroides Schmidt, 1864 è una spugna della classe Demospongiae, diffusa nel mar Mediterraneo e nell'Atlantico orientale.

## Descrizione
È una spugna incrostante di colore dal giallo all'arancio-brunastro, con morfologia tipo leucon, che forma colonie irregolarmente lobate e tozze, con osculi terminali di 0,5-1 cm di diametro.

## Distribuzione e habitat
È una specie abbastanza comune nel mar Mediterraneo e nella parte orientale dell'Atlantico, dall'Irlanda al Marocco.
È una specie sciafila che predilige grotte e fondali rocciosi, da pochi metri sino a 50 m di profondità.